# 鵲橋2号
鵲橋2号は、中華人民共和国の月探査プロジェクト「嫦娥計画」第4期において打ち上げられた月周回人工衛星である。先代の鵲橋とは異なり、月周回長楕円凍結軌道に投入された。地上と直接交信することが困難な月の裏側に送り込まれた中国の月探査機「嫦娥6号」と地球との間の通信を中継し、世界初となる月の裏側でのサンプルリターンミッションの成功に寄与した。名前は鵲橋（中国の伝説で旧暦の七夕の日に天の川に架かるとされる橋）に因む。

## ミッションの経過
鵲橋2号は、2024年3月20日0時31分（UTC）に文昌衛星発射場から長征8号によって打ち上げられた。2024年に嫦娥4号や嫦娥6号と地球との通信を中継し、その後は2026年と2028年にそれぞれ打ち上げが予定されている嫦娥7号及び8号の月面探査ミッションも支援する。
打ち上げ後、2024年3月24日16時46分（UTC）に月軌道、4月2日には目標となる長楕円軌道に入った。その後6日に嫦娥4号との通信に成功、8日から9日にかけて地上にある嫦娥6号と通信テストを行い、成功した。
8年から10年間動作し、傾斜62.4°、200 km×16,000 kmの長楕円凍結軌道を使用することが期待されている。